# Max Morgenthaler
Max Rudolf Morgenthaler (* 20. Mai 1901 in Burgdorf; † 8. September 1980 in Jongny) war ein Schweizer Lebensmittelchemiker und gilt als Erfinder des löslichen Kaffees der Marke Nescafé.

## Leben
Morgenthaler besuchte das Gymnasium in Burgdorf und absolvierte ab 1919 ein Chemiestudium am Technikum Burgdorf. 1924 war er Doktorand bei Fritz Ephraim an der Universität Bern und Angestellter im Berner Kantonslaboratorium. Ab 1924 führte er ein eigenes Labor und von 1926 bis 1929 arbeitete er an der Eidgenössischen milchwirtschaftlichen und bakteriologischen Anstalt in Liebefeld. 1929 wechselte er zu Nestlé in Vevey.
Bei Nestlé wurde er 1929 beauftragt, eine haltbare Kaffeekonserve zu entwickeln, um die Kaffeebohnen aus einer Überproduktion verwerten zu können. Morgentaler arbeitete vier Jahre an diesem Projekt, das dann von Nestlé gestoppt wurde. Er forschte jedoch privat weiter und konnte schliesslich 1936 sein funktionierendes Verfahren präsentierten. Der lösliche Pulverkaffee wurde auf seinen Namen patentiert und 1938 von Nestlé unter dem Namen Nescafé als Produkt lanciert. Ihm wurde ein Zehntel Promille vom Umsatz der Erfindung seitens des Unternehmens Nestlé zugesichert.
1940 erhielt Morgenthaler die Goldene Verdienstmedaille der Firma und Prokura. Wegen Differenzen über die Qualitätssicherung des Produkts Nescafé wurde er 1955 vorzeitig entlassen.